# Bojan Kostreš
Bojan Kostreš (en serbe cyrillique : Бојан Костреш ; né le 25 août 1974 à Zrenjanin) est un homme politique serbe. Il est vice-président de la Ligue des sociaux-démocrates de Voïvodine (LSV) et président du groupe parlementaire du LSV à l'Assemblée nationale de la république de Serbie,.
De 2004 à 2008, il est président de l'Assemblée de la province autonome de Voïvodine.

## Biographie
Bojan Kostreš naît le 25 août 1974 à Zrenjanin. Il effectue ses études élémentaires à Ečka puis effectue ses études secondaires à l'école d'économie de Zrenjanin. Il est diplômé en économie.
En 1992, à l'âge de 18 ans, il devient membre de la Ligue des sociaux-démocrates de Voïvodine (LSV), qui est, selon lui, « le seul parti contre la guerre à cette époque ». En 1995-1996, il est président du conseil de la LSV à Zrenjanin et l'un des fondateurs de la Ligue de la jeunesse de Voïvodine (en serbe : Liga vojvođanske omladine, LVO) ; il fonde le journal Slobodna Vojvodina (« Voïvodine libre ») et contribue à la constitution du « Forum des femmes » au sein de la Ligue.
En 1999 et 2000, il participe aux manifestations contre le régime de Slobodan Milošević, ce qui lui vaut d'être emprisonné 15 fois. De 2000 à 2003, au sein de la coalition de l'Opposition démocratique de Serbie (DOS), il est député de l'Assemblée nationale de la république de Serbie.
En 2004, aux élections provinciales en Voïvodine, Bojan Kostreš figure sur la liste de la coalition Ensemble pour la Voïvodine, emmenée par Nenad Čanak qui obtient en tout 7 sièges à l'Assemblée provinciale. Il est élu député et, le 30 octobre, il devient le président de l'Assemblée. Il est alors le plus jeune parlementaire à occuper cette fonction.
En 2006, Kostreš appelle les citoyens de Voïvodine à boycotter le référendum constitutionnel.
Aux élections législatives anticipées du 11 mai 2008, il figure sur la liste de la coalition Pour une Serbie européenne emmenée par le président sortant Boris Tadić qui obtient 38,4 % des suffrages et envoie 102 représentants à l'Assemblée, dont 5 pour la LSV ; Kostreš obtient ainsi un mandat parlementaire.
Lors des élections législatives serbes de 2012, Bojan Kostreš participe à la coalition Un choix pour une vie meilleure, soutenue par Tadić, le président sortant. La liste recueille 863 294 voix, soit 22,06 % des suffrages, ce qui lui vaut 67 sièges à l'Assemblée ; la Ligue des sociaux-démocrates de Voïvodine constitue un groupe parlementaire qui compte 5 membres et est présidé par Kostreš.
À l'Assemblée, en plus de cette fonction, il participe aux travaux de la Commission de la défense et des affaires intérieures et, en tant que suppléant, à ceux de la Commission des questions constitutionnelles et législatives. Il est également membre de la délégation serbe à l'Assemblée parlementaire de l'Organisation de coopération économique de la mer Noire (PABSEC).